# Elecciones a la Asamblea Regional de Murcia de 1995
Las elecciones a la Asamblea Regional de Murcia de 1995 se celebraron el 28 de mayo. Después de doce años de gobierno socialista, el PP ganó las elecciones con mayoría absoluta. El PSRM-PSOE perdió la presidencia de la Región de Murcia y quedó como segunda fuerza política. Izquierda Unida mantuvo sus cuatro diputados.

## Resultados
| ← Elecciones a la Asamblea Regional de Murcia de 1995 → |                                                          |                               |         |       |         |     |
| Presidente y gobierno | Partido                                                  | Candidato                     | Votos   | %     | Escaños | +/- |
| - Presidente: Ramón Luis Valcárcel - Gobierno: PP - Censo: 837.180 - Votantes: 635.900 (75,96%) - Abstención: 201.280 (24,0%) - Válidos: 630.556 - A candidatura: 623.524 (98,9%) | Partido Popular (PP)                                     | Ramón Luis Valcárcel          | 330.089 | 52,35 | 26      | +9  |
| - Presidente: Ramón Luis Valcárcel - Gobierno: PP - Censo: 837.180 - Votantes: 635.900 (75,96%) - Abstención: 201.280 (24,0%) - Válidos: 630.556 - A candidatura: 623.524 (98,9%) | Partido Socialista de la Región de Murcia (PSRM-PSOE)    | María Antonia Martínez García | 200.133 | 31,74 | 15      | -9  |
| - Presidente: Ramón Luis Valcárcel - Gobierno: PP - Censo: 837.180 - Votantes: 635.900 (75,96%) - Abstención: 201.280 (24,0%) - Válidos: 630.556 - A candidatura: 623.524 (98,9%) | Izquierda Unida-Verdes de la Región de Murcia (IU-LV-RM) | Joaquín Dólera                | 78.664  | 12,48 | 4       | =   |
| - Presidente: Ramón Luis Valcárcel - Gobierno: PP - Censo: 837.180 - Votantes: 635.900 (75,96%) - Abstención: 201.280 (24,0%) - Válidos: 630.556 - A candidatura: 623.524 (98,9%) | Unión Centrista-Centro Democrático y Social (UC-CDS)     |                               | 4.339   | 0,69  | 0       |     |
| - Presidente: Ramón Luis Valcárcel - Gobierno: PP - Censo: 837.180 - Votantes: 635.900 (75,96%) - Abstención: 201.280 (24,0%) - Válidos: 630.556 - A candidatura: 623.524 (98,9%) | Partido Cantonal (PCAN)                                  |                               | 3.531   | 0,56  | 0       |     |
| - Presidente: Ramón Luis Valcárcel - Gobierno: PP - Censo: 837.180 - Votantes: 635.900 (75,96%) - Abstención: 201.280 (24,0%) - Válidos: 630.556 - A candidatura: 623.524 (98,9%) | Partido Murcianista Regional (PMR)                       |                               | 2.405   | 0,38  | 0       |     |
| - Presidente: Ramón Luis Valcárcel - Gobierno: PP - Censo: 837.180 - Votantes: 635.900 (75,96%) - Abstención: 201.280 (24,0%) - Válidos: 630.556 - A candidatura: 623.524 (98,9%) | Bloque Democrático (BD)                                  |                               | 1.591   | 0,25  | 0       |     |
| - Presidente: Ramón Luis Valcárcel - Gobierno: PP - Censo: 837.180 - Votantes: 635.900 (75,96%) - Abstención: 201.280 (24,0%) - Válidos: 630.556 - A candidatura: 623.524 (98,9%) | Confederación Española de Independientes (CEDI)          |                               | 1.447   | 0,23  | 0       |     |
| - Presidente: Ramón Luis Valcárcel - Gobierno: PP - Censo: 837.180 - Votantes: 635.900 (75,96%) - Abstención: 201.280 (24,0%) - Válidos: 630.556 - A candidatura: 623.524 (98,9%) | Nueva Región (NR)                                        |                               | 1.325   | 0,21  | 0       |     |
| - Presidente: Ramón Luis Valcárcel - Gobierno: PP - Censo: 837.180 - Votantes: 635.900 (75,96%) - Abstención: 201.280 (24,0%) - Válidos: 630.556 - A candidatura: 623.524 (98,9%) | En blanco                                                | N/A                           | 7.032   | 1,10  | N/A     | N/A |
| - Presidente: Ramón Luis Valcárcel - Gobierno: PP - Censo: 837.180 - Votantes: 635.900 (75,96%) - Abstención: 201.280 (24,0%) - Válidos: 630.556 - A candidatura: 623.524 (98,9%) | Nulos                                                    | N/A                           |         |       | N/A     | N/A |

### Investidura del Presidente de la Región de Murcia
| Candidato                 | Fecha                                                   | Voto       |    |    |   | Total |
| ------------------------- | ------------------------------------------------------- | ---------- | -- | -- | - | ----- |
| Ramón Luis Valcárcel (PP) | 30 de junio de 1995 Mayoría requerida: Absoluta (23/45) | Sí         | 26 |    |   | 26/45 |
| Ramón Luis Valcárcel (PP) | 30 de junio de 1995 Mayoría requerida: Absoluta (23/45) | No         |    | 15 | 4 | 19/45 |
| Ramón Luis Valcárcel (PP) | 30 de junio de 1995 Mayoría requerida: Absoluta (23/45) | Abstención |    |    |   | 0/45  |

## Por circunscripciones
| Circunscripción | 1.ª | 2.ª | 3.ª | 4.ª | 5.ª | Total |
| --------------- | --- | --- | --- | --- | --- | ----- |
| PP              | 3   | 6   | 13  | 2   | 2   | 26    |
| PSOE            | 3   | 3   | 6   | 2   | 1   | 15    |
| IU              | 1   | 1   | 2   | -   | -   | 4     |